# فالر
فالر (انگلیسی: Faller) شرکت سرگرمی آلمانی است، که در سال ۱۹۴۶ تأسیس شد.